# Droga krajowa nr 94 (Polska)

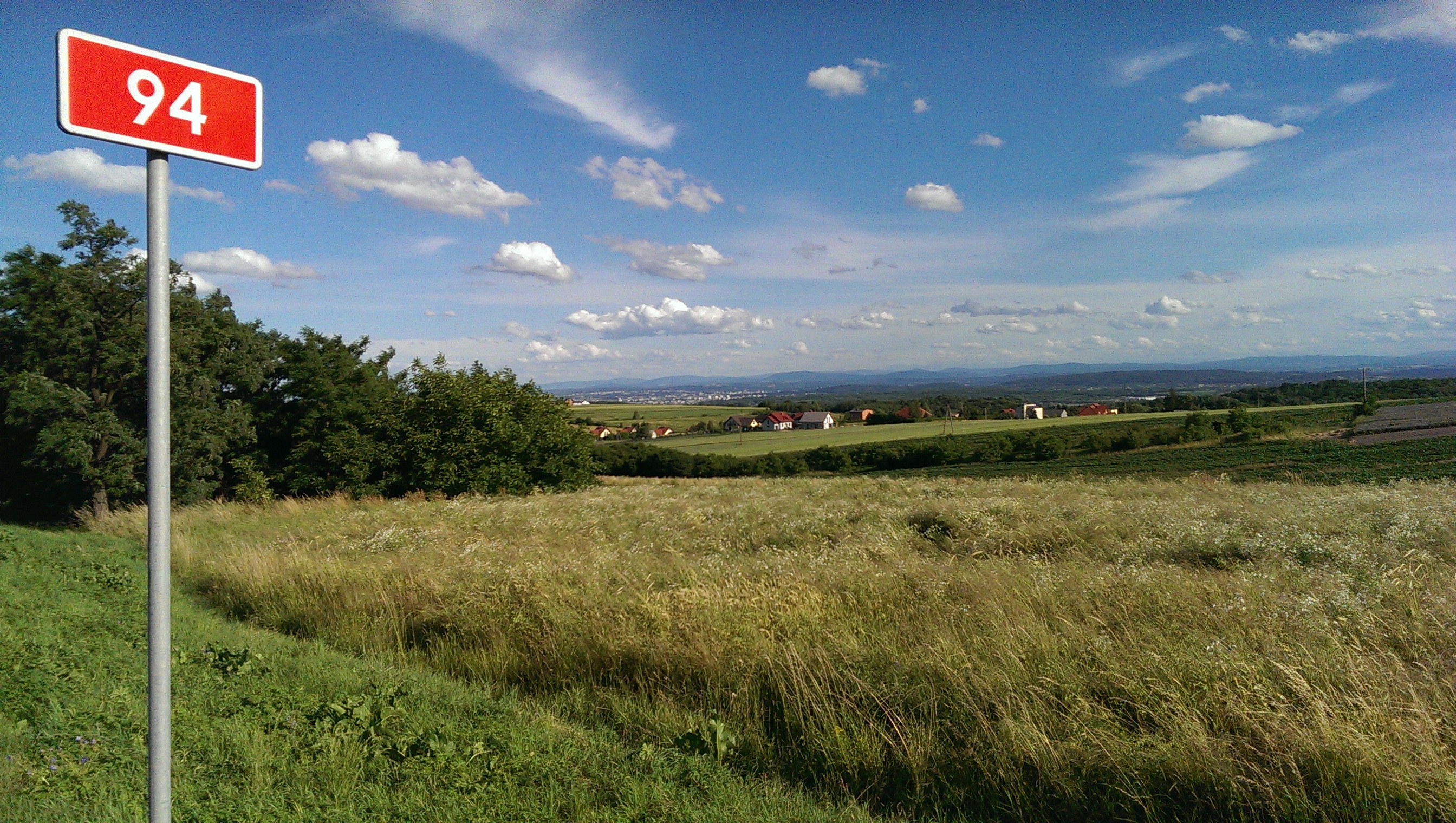
Droga 94 w Wielkiej Wsi (woj. małopolskie)

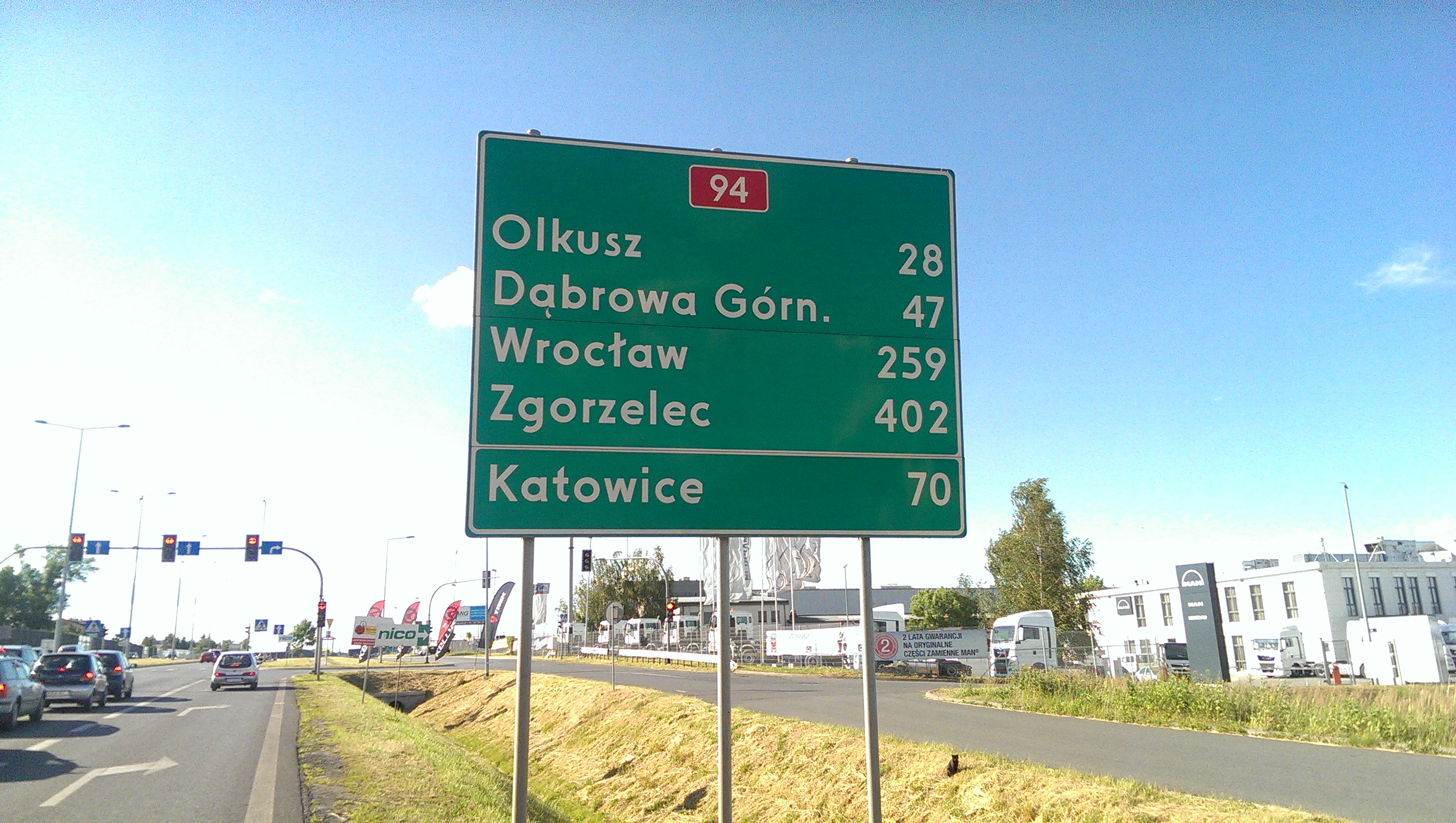
Droga 94 w Modlnicy (woj. małopolskie)

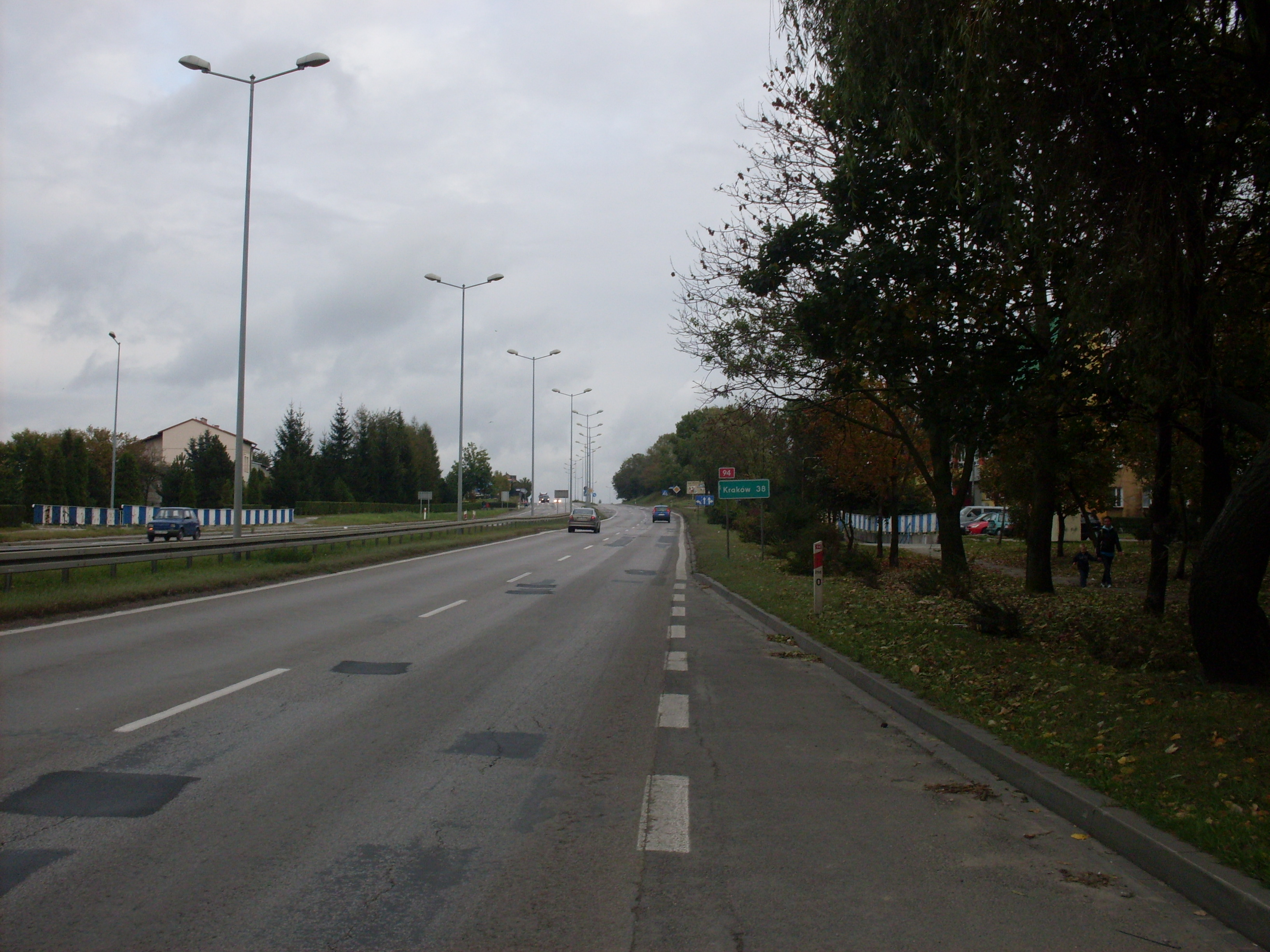
Droga nr 94 w Olkuszu

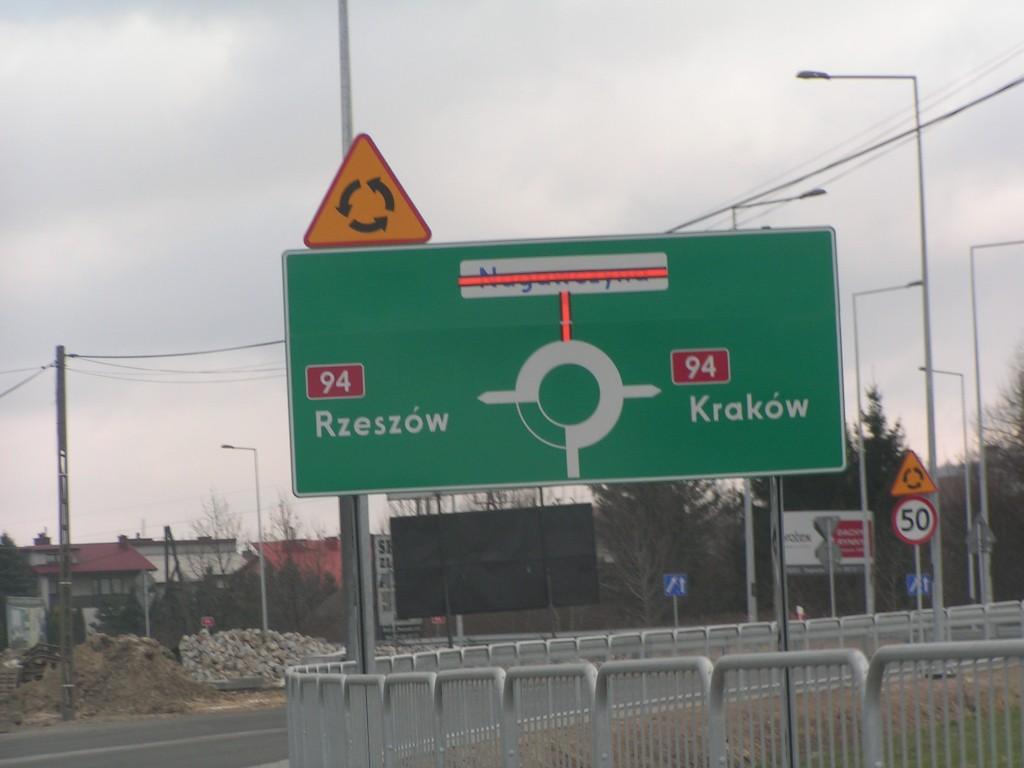
Rondo w Dębicy (DK94)

Węzeł (ul. Wielicka) DK94 z A4 w Krakowie

Droga krajowa nr 94 – droga krajowa klasy GP oraz częściowo G, będąca bezpłatną trasą alternatywną dla autostrady A4. Droga krajowa nr 94 w znacznej części jest poprowadzona starą trasą drogi krajowej nr 4 i w związku z tym jest potocznie nazywana przez kierowców starą czwórką. Po całkowitym wybudowaniu autostrady A4 równolegle biegnąca dawna droga krajowa nr 4, nabrała znaczenia drugorzędnego i pełni funkcję trasy zapasowej; może okazać się przydatna w razie ewentualnego powstania wypadku lub innego źródła zaburzającego ruch na A4. Przebiega przez województwa: dolnośląskie, opolskie, śląskie, małopolskie oraz podkarpackie.
W latach 1996 – 2001 była w planach budowa drogi ekspresowej S94 na trasie Bielsko-Biała – Żywiec – Zwardoń. W 2000 roku dokonano reformy sieci dróg krajowych i odcinek ten otrzymał oznaczenie 69, który w późniejszych latach zbudowano jako S69. W 2016 trasa została włączona w skład drogi S1.

## Pikietaż
Droga krajowa nr 94 w porównaniu do większości polskich dróg krajowych ma nietypowy pikietaż – kilkukrotnie jest on odliczany od zerowego kilometra, pomimo zakończenia w 2016 roku budowy autostrady A4.
Poniższa tabela zawiera informacje dotyczące wyznaczonego pikietażu w ciągu drogi, opracowana na podstawie materiału źródłowego. Może ona zawierać nie do końca precyzyjne dane.
| Odcinek | km początkowy | km końcowy | Uwagi |
| --- | ------------- | ---------- | --- |
| węzeł Zgorzelec (A4) – Bolesławiec – węzeł Krzywa (A4)                                                              | 0             | ≈57,3      | Dawny przebieg drogi krajowej nr 4 |
| węzeł Krzywa (A4) – Legnica, ul. Dziennikarska                                                                      | 0             | ≈27,5      | Najstarszy odcinek drogi (otrzymał oznaczenie w 2000 roku) |
| Legnica: ul. Dziennikarska – ul. Leszczyńska (DW333)                                                                | 0             | ≈0,9       | Pikietaż lokalny |
| Legnica, ul. Leszczyńska – Wrocław, ul. Milenijna (DK5)                                                             | 27,5          | 92,8       | |
| Wrocław, ul. Powstańców Śląskich (DK5) – Oława – Karczów (DK46)                                                     | 97            | 173        | |
| Karczów (DK46) – Opole-Kolonia Gosławicka (DK46) – Opole-Grudzice                                                   | 0             | 18,8       | Pikietaż lokalny w ciągu północnej obwodnicy Opola; między Karczowem a skrzyżowaniem DK46/DK94 w Kolonii Gosławickiej powinien być liczony w ciągu drogi o niższym numerze |
| Opole-Grudzice – Strzelce Opolskie – Pyskowice – Bytom-Karb (DK88)                                                  | 189,6         | 263        | |
| Bytom-Karb (DK88) – Piekary Śląskie – Będzin (DK86)                                                                 | 0             | ≈18,3      | |
| Sosnowiec-Pogoń (DK86) – Dąbrowa Górnicza – granica woj. śląskiego i woj. małopolskiego                             | 19            | 40,8       | |
| granica woj. śląskiego i woj. małopolskiego – Olkusz – Modlnica                                                     | 285,5         | 327,9      | |
| Modlnica – węzeł Modlniczka (S52, DK7)                                                                              | 0             | 2,4        | Pikietaż lokalny |
| węzeł Kraków Wieliczka (A4) – Tarnów (DK73) – granica woj. małopolskiego i woj. podkarpackiego                      | 0             | 88,4       | Pikietaż na odcinku wspólnym od węzła z drogą krajową nr 73 powinien być przypisany do drogi o niższym numerze                                                             |
| granica woj. małopolskiego i woj. podkarpackiego – obwodnica Pilzna                                                 | 527,5         | 534,9      | Pikietaż na odcinku wspólnym z drogą krajową nr 73 powinien być przypisany do drogi o niższym numerze                                                                      |
| obwodnica Pilzna | 0             | 2,5        | Pikietaż lokalny; odcinek wspólny z drogą krajową nr 73 o długości 1,9 km                                                                                                  |
| obwodnica Pilzna – Dębica – obwodnica Ropczyc                                                                       | 538,3         | 561,3      | Wznowienie pikietażu w punkcie końcowym obwodnicy Pilzna |
| obwodnica Ropczyc – Witkowice Górne                                                                                 | 0             | ≈4,5       | Pikietaż lokalny |
| Witkowice Górne – Sędziszów Małopolski – Świlcza (S19) – Rzeszów (DK97) – Łańcut – Przeworsk – obwodnica Jarosławia | 565,4         | 645        | Odcinek Rzeszów (DK97) – Łańcut – Przeworsk – węzeł Jarosław Zachód (A4) to najmłodszy odcinek drogi (otrzymał oznaczenie w 2016 roku)                                     |
| obwodnica Jarosławia                                                                                                | 0             | 11,3       | Pikietaż lokalny; odcinek wspólny z drogą krajową nr 77 o kilometrażu 3 – 11,3 powinien być przypisany do drogi o niższym numerze                                          |
| obwodnica Jarosławia – Radymno (DK77) – węzeł Korczowa (A4) – droga 1698R                                           | 655,5         | ≈686       | Odcinek wspólny z drogą krajową nr 77 o kilometrażu 655,5 – 664 |

## Klasa drogi
Droga posiada klasę GP na prawie całej długości – wyjątkiem jest odcinek od węzła Krzywa do Prochowic, który posiada klasę G.

## Dopuszczalny nacisk na oś
Od 13 marca 2021 roku na całej długości drogi dopuszczalny jest ruch pojazdów o nacisku pojedynczej osi do 11,5 tony.

### Do 13 marca 2021 r.
Wcześniej droga krajowa nr 94 była objęta ograniczeniami dopuszczalnego nacisku pojedynczej osi:
| Znak  | Dopuszczalny nacisk | Lata obowiązywania | Odcinek |
| ----- | ------------------- | ------------------ | --- |
| [ b ] | do 10 ton           | 2003–2005          | - Krzywa – Chojnów – Legnica - Prochowice – Wrocław – Brzeg – Opole – Strzelce Opolskie – Toszek – Pyskowice – Bytom – Będzin – Sosnowiec - Dąbrowa Górnicza – Olkusz – Kraków |
| [ b ] | do 10 ton           | 2005–2010          | Prochowice – Wrocław – Brzeg – Opole – Toszek – Bytom – Sosnowiec – Olkusz – Kraków |
| [ b ] | do 10 ton           | 2010–2012          | - (węzeł „Zgorzelec”) – Bolesławiec – Krzywa - Prochowice – Wrocław – Brzeg – Opole – Strzelce Opolskie – Toszek – Pyskowice – Bytom – Będzin – Sosnowiec – Dąbrowa Górnicza – Olkusz – Kraków (, węzeł „Radzikowskiego”) - Kraków (, węzeł „Wielicka”) – Targowisko                                                         |
| [ b ] | do 10 ton           | 2012–2015          | - węzeł Zgorzelec – Bolesławiec – Krzywa - Prochowice – Wrocław – Brzeg – Opole – Strzelce Opolskie – Toszek – Pyskowice – Bytom – Będzin – Sosnowiec – Dąbrowa Górnicza – Olkusz – Kraków (, węzeł „Radzikowskiego”) - Kraków (, węzeł „Wielicka”) – Targowisko                                                             |
| [ b ] | do 10 ton           | 2015–2017          | - (węzeł „Zgorzelec”) – Bolesławiec – Krzywa (, węzeł „Krzywa”) - Prochowice – Wrocław – Brzeg – Wrzoski – Opole – Strzelce Opolskie - Strzelce Opolskie – Toszek – Pyskowice – Bytom – Będzin – Sosnowiec – Dąbrowa Górnicza – Olkusz – (węzeł „Modlniczka”) - Jarosław (, węzeł „Jarosław Zachód”) – Radymno – droga 1698R |
| [ b ] | do 10 ton           | 2017–2021          | - (węzeł „Zgorzelec”) – Bolesławiec – Krzywa (, węzeł „Krzywa”) - Prochowice – Środa Śląska – Wrocław (, węzeł „Wrocław Stadion”) - Jarosław (, węzeł „Jarosław Zachód”) – Radymno – droga 1698R |
| [ b ] | do 8 ton            | 2003–2012          | - Legnica – Prochowice - Sosnowiec – Dąbrowa Górnicza |
| [ b ] | do 8 ton            | 2012–2015          | Krzywa – Chojnów – Legnica – Prochowice |
| [ b ] | do 8 ton            | 2015–2021          | Krzywa (, węzeł „Krzywa”) – Chojnów – Legnica – Prochowice |

Stosowne oznakowanie odcinka o dopuszczalnym nacisku na oś do 10 ton (znak E-15f) występowało we Wrocławiu.

## Historia numeracji
Na przestrzeni lat trasa posiadała różne oznaczenia:
| Numer | Numer | Przebieg | Lata obowiązywania      | Źródło | Uwagi |
| ----- | ----- | --- | ----------------------- | --- | --- |
| 19    | 19    | Kraków – Wojnicz – Tarnów – Pilzno – Jarosław – Radymno – Lwów                                                                           | 1921 – lata 30.         | Ustawa z dnia 10 grudnia 1920 r. o budowie i utrzymaniu dróg publicznych w Rzeczypospolitej Polskiej (Dz.U. z 1921 r. nr 6, poz. 32) | |
| ?     | ?     | (Bytom) – granica państwa – Będzin | lata 30. – 1952         | Zygmunt Jaworski, Alojzy Świkla, Mapa samochodowa Polski (stan dróg) na rok 1939/40, Tadeusz Musiał, 1939. Brak numerów stron w książce | nieznany numer drogi |
| 13/4  | 13/4  | Będzin – Dąbrowa Górnicza – Olkusz – Ojców                                                                                               | lata 30. – 1952         | Zygmunt Jaworski, Alojzy Świkla, Mapa samochodowa Polski (stan dróg) na rok 1939/40, Tadeusz Musiał, 1939. Brak numerów stron w książce | odnoga drogi państwowej nr 13 |
| 13/5  | 13/5  | Ojców – Kraków | lata 30. – 1952         | Zygmunt Jaworski, Alojzy Świkla, Mapa samochodowa Polski (stan dróg) na rok 1939/40, Tadeusz Musiał, 1939. Brak numerów stron w książce | odnoga drogi państwowej nr 13 |
| 12/1  | 12/1  | Kraków – Wieliczka – Gdów – Bochnia – Brzesko – Wojnicz – Tarnów                                                                         | lata 30. – 1952         | Zygmunt Jaworski, Alojzy Świkla, Mapa samochodowa Polski (stan dróg) na rok 1939/40, Tadeusz Musiał, 1939. Brak numerów stron w książce | odnoga drogi państwowej nr 12 |
| 11/1  | 11/1  | Tarnów – Pilzno | lata 30. – 1952         | Zygmunt Jaworski, Alojzy Świkla, Mapa samochodowa Polski (stan dróg) na rok 1939/40, Tadeusz Musiał, 1939. Brak numerów stron w książce | odnoga drogi państwowej nr 11 |
| 10/1  | 10/1  | Pilzno – Dębica – Ropczyce – Rzeszów – Łańcut – Przeworsk – Radymno                                                                      | lata 30. – 1952         | Zygmunt Jaworski, Alojzy Świkla, Mapa samochodowa Polski (stan dróg) na rok 1939/40, Tadeusz Musiał, 1939. Brak numerów stron w książce | odnoga drogi państwowej nr 10 |
| 9/7   | 9/7   | Radymno – Krakowiec – Jaworów – Lwów | lata 30. – 1952         | Zygmunt Jaworski, Alojzy Świkla, Mapa samochodowa Polski (stan dróg) na rok 1939/40, Tadeusz Musiał, 1939. Brak numerów stron w książce | - odnoga drogi państwowej nr 9 - od 1945 roku odcinek Krakowiec – Lwów poza granicami Polski                                                                                     |
| 43    | 43    | Zgorzelec – Bolesławiec – Krzywa | 1952 – lata 70.         | - Mapa samochodowa Polski 1:1 000 , Warszawa: Państwowe Przedsiębiorstwo Wydawnictw Kartograficznych, 1962. Brak numerów stron w książce - Samochodowy atlas Polski 1:500 000. Wyd. czwarte. Warszawa: Państwowe Przedsiębiorstwo Wydawnictw Kartograficznych, 1965. Brak numerów stron w książce | |
| ?     | ?     | Krzywa – Chojnów – Legnica – Prochowice                                                                                                  | 1952 – lata 70.         | - Mapa samochodowa Polski 1:1 000 , Warszawa: Państwowe Przedsiębiorstwo Wydawnictw Kartograficznych, 1962. Brak numerów stron w książce - Samochodowy atlas Polski 1:500 000. Wyd. czwarte. Warszawa: Państwowe Przedsiębiorstwo Wydawnictw Kartograficznych, 1965. Brak numerów stron w książce | Numeracja odcinka w 1970 roku: - x337: Chojnów – Gniewomirowice – Legnica - x336: Legnica – Prochowice Źródło: Mapa sieci dróg państwowych województwa wrocławskiego z 1970 roku |
| 42    | 42    | Prochowice – Środa Śląska – Wrocław | 1952 – lata 70.         | - Mapa samochodowa Polski 1:1 000 , Warszawa: Państwowe Przedsiębiorstwo Wydawnictw Kartograficznych, 1962. Brak numerów stron w książce - Samochodowy atlas Polski 1:500 000. Wyd. czwarte. Warszawa: Państwowe Przedsiębiorstwo Wydawnictw Kartograficznych, 1965. Brak numerów stron w książce | |
| 34    | E22   | Wrocław – Oława – Brzeg – Opole – Strzelce Opolskie – Toszek – Pyskowice – Bytom – Czeladź – Będzin – Dąbrowa Górnicza – Olkusz – Kraków | 1952 – lata 70.         | - Mapa samochodowa Polski 1:1 000 , Warszawa: Państwowe Przedsiębiorstwo Wydawnictw Kartograficznych, 1962. Brak numerów stron w książce - Samochodowy atlas Polski 1:500 000. Wyd. czwarte. Warszawa: Państwowe Przedsiębiorstwo Wydawnictw Kartograficznych, 1965. Brak numerów stron w książce | Wspólny przebieg z E22 na odc.: - Brzeg – Opole – Strzelce Opolskie - Bytom – Olkusz – Kraków Wspólny przebieg z E22a na odc. Strzelce Opolskie – Pyskowice – Bytom              |
| 31    | E22   | Kraków – Wieliczka – Bochnia – Brzesko – Wojnicz – Tarnów – Pilzno – Dębica – Rzeszów – Łańcut – Przeworsk – Jarosław – Radymno          | 1952 – lata 70.         | - Mapa samochodowa Polski 1:1 000 , Warszawa: Państwowe Przedsiębiorstwo Wydawnictw Kartograficznych, 1962. Brak numerów stron w książce - Samochodowy atlas Polski 1:500 000. Wyd. czwarte. Warszawa: Państwowe Przedsiębiorstwo Wydawnictw Kartograficznych, 1965. Brak numerów stron w książce | |
| 10/2  | 10/2  | Radymno – granica państwa | 1952 – lata 70.         | Generalna Dyrekcja Dróg Krajowych i Autostrad: 200 lat Centralnej Administracji Drogowej – Monografia drogownictwa na Podkarpaciu cz. 8. gddkia.gov.pl, 2019-07-12. [dostęp 2019-12-06]. | - odcinek oznaczany na mapach i atlasach drogowych jako droga drugorzędna - brak możliwości przekraczania granicy polsko-radzieckiej                                             |
| 262   | T22   | granica państwa – Zgorzelec – Bolesławiec – Krzywa                                                                                       | lata 70. – 1986         | - Samochodowy atlas Polski 1:500 000. Wyd. piąte. Warszawa: Państwowe Przedsiębiorstwo Wydawnictw Kartograficznych, 1979. ISBN 83-7000-017-7. Brak numerów stron w książce - Samochodowy atlas Polski 1:500 000. Wyd. dziewiąte. Warszawa: Państwowe Przedsiębiorstwo Wydawnictw Kartograficznych, 1984. Brak numerów stron w książce - Radziecka mapa topograficzna 1:500 000 z 1985 roku | Od lat 70. do 1985 roku na drogowskazy nanoszono tylko oznaczenie T22 |
| 262   | 262   | Krzywa – Chojnów | lata 70. – 1986         | - Samochodowy atlas Polski 1:500 000. Wyd. piąte. Warszawa: Państwowe Przedsiębiorstwo Wydawnictw Kartograficznych, 1979. ISBN 83-7000-017-7. Brak numerów stron w książce - Samochodowy atlas Polski 1:500 000. Wyd. dziewiąte. Warszawa: Państwowe Przedsiębiorstwo Wydawnictw Kartograficznych, 1984. Brak numerów stron w książce - Radziecka mapa topograficzna 1:500 000 z 1985 roku | |
| ?     | ?     | Chojnów – Legnica | lata 70. – 1986         | - Samochodowy atlas Polski 1:500 000. Wyd. piąte. Warszawa: Państwowe Przedsiębiorstwo Wydawnictw Kartograficznych, 1979. ISBN 83-7000-017-7. Brak numerów stron w książce - Samochodowy atlas Polski 1:500 000. Wyd. dziewiąte. Warszawa: Państwowe Przedsiębiorstwo Wydawnictw Kartograficznych, 1984. Brak numerów stron w książce - Radziecka mapa topograficzna 1:500 000 z 1985 roku | nieznany numer drogi przed 1985 r. |
| –     | –     | Legnica – Prochowice | lata 70. – 1986         | - Samochodowy atlas Polski 1:500 000. Wyd. piąte. Warszawa: Państwowe Przedsiębiorstwo Wydawnictw Kartograficznych, 1979. ISBN 83-7000-017-7. Brak numerów stron w książce - Samochodowy atlas Polski 1:500 000. Wyd. dziewiąte. Warszawa: Państwowe Przedsiębiorstwo Wydawnictw Kartograficznych, 1984. Brak numerów stron w książce - Radziecka mapa topograficzna 1:500 000 z 1985 roku | - odcinek nie posiadał oznaczenia numerem - dozwolony ruch ciężki – dopuszczalny nacisk na oś do 10 ton                                                                          |
| 42    | 42    | Prochowice – Środa Śląska – Wrocław | lata 70. – 1986         | - Samochodowy atlas Polski 1:500 000. Wyd. piąte. Warszawa: Państwowe Przedsiębiorstwo Wydawnictw Kartograficznych, 1979. ISBN 83-7000-017-7. Brak numerów stron w książce - Samochodowy atlas Polski 1:500 000. Wyd. dziewiąte. Warszawa: Państwowe Przedsiębiorstwo Wydawnictw Kartograficznych, 1984. Brak numerów stron w książce - Radziecka mapa topograficzna 1:500 000 z 1985 roku | |
| 34    | 34    | Wrocław – Brzeg | lata 70. – 1986         | - Samochodowy atlas Polski 1:500 000. Wyd. piąte. Warszawa: Państwowe Przedsiębiorstwo Wydawnictw Kartograficznych, 1979. ISBN 83-7000-017-7. Brak numerów stron w książce - Samochodowy atlas Polski 1:500 000. Wyd. dziewiąte. Warszawa: Państwowe Przedsiębiorstwo Wydawnictw Kartograficznych, 1984. Brak numerów stron w książce - Radziecka mapa topograficzna 1:500 000 z 1985 roku | |
| E22   | E22   | Brzeg – Opole – Strzelce Opolskie – Bytom – Olkusz – Kraków – Bochnia – Wojnicz – Tarnów – Dębica – Rzeszów – Jarosław – Radymno         | europejski: 1962 – 1985 | - Samochodowy atlas Polski 1:500 000. Wyd. piąte. Warszawa: Państwowe Przedsiębiorstwo Wydawnictw Kartograficznych, 1979. ISBN 83-7000-017-7. Brak numerów stron w książce - Samochodowy atlas Polski 1:500 000. Wyd. dziewiąte. Warszawa: Państwowe Przedsiębiorstwo Wydawnictw Kartograficznych, 1984. Brak numerów stron w książce - Radziecka mapa topograficzna 1:500 000 z 1985 roku | brak danych o numeracji krajowej |
| r30   | r30   | Radymno – granica państwa | lata 70. – 1986         | Generalna Dyrekcja Dróg Krajowych i Autostrad: 200 lat Centralnej Administracji Drogowej – Monografia drogownictwa na Podkarpaciu cz. 8. gddkia.gov.pl, 2019-07-12. [dostęp 2019-12-06]. | - odcinek oznaczany na mapach i atlasach drogowych jako droga drugorzędna - brak możliwości przekraczania granicy polsko-radzieckiej                                             |
| 4     | E40   | granica państwa – Zgorzelec – Bolesławiec – Krzywa                                                                                       | 1986 – 2009             | - Uchwała nr 192 Rady Ministrów z dnia 2 grudnia 1985 r. w sprawie zaliczenia dróg do kategorii dróg krajowych (M.P. z 1986 r. nr 3, poz. 16) - Polska: mapa samochodowa 1:700 000, wyd. 1, Szczecin: Wydawnictwo Kartograficzne KOMPAS, 1996–1997, ISBN 83-904373-2-5. Brak numerów stron w książce | od 1986 r. jako droga krajowa |
| 335   | 335   | Krzywa – Chojnów | 1986 – 2000             | - Uchwała nr 192 Rady Ministrów z dnia 2 grudnia 1985 r. w sprawie zaliczenia dróg do kategorii dróg krajowych (M.P. z 1986 r. nr 3, poz. 16) - Polska: mapa samochodowa 1:700 000, wyd. 1, Szczecin: Wydawnictwo Kartograficzne KOMPAS, 1996–1997, ISBN 83-904373-2-5. Brak numerów stron w książce | |
| 336   | 336   | Chojnów – Legnica | 1986 – 2000             | - Uchwała nr 192 Rady Ministrów z dnia 2 grudnia 1985 r. w sprawie zaliczenia dróg do kategorii dróg krajowych (M.P. z 1986 r. nr 3, poz. 16) - Polska: mapa samochodowa 1:700 000, wyd. 1, Szczecin: Wydawnictwo Kartograficzne KOMPAS, 1996–1997, ISBN 83-904373-2-5. Brak numerów stron w książce | |
| 343   | 343   | Legnica – Prochowice | 1986 – 2000             | - Uchwała nr 192 Rady Ministrów z dnia 2 grudnia 1985 r. w sprawie zaliczenia dróg do kategorii dróg krajowych (M.P. z 1986 r. nr 3, poz. 16) - Polska: mapa samochodowa 1:700 000, wyd. 1, Szczecin: Wydawnictwo Kartograficzne KOMPAS, 1996–1997, ISBN 83-904373-2-5. Brak numerów stron w książce | |
| 344   | 344   | Prochowice – Środa Śląska – Wrocław | 1986 – 2000             | - Uchwała nr 192 Rady Ministrów z dnia 2 grudnia 1985 r. w sprawie zaliczenia dróg do kategorii dróg krajowych (M.P. z 1986 r. nr 3, poz. 16) - Polska: mapa samochodowa 1:700 000, wyd. 1, Szczecin: Wydawnictwo Kartograficzne KOMPAS, 1996–1997, ISBN 83-904373-2-5. Brak numerów stron w książce | |
| 456   | 456   | Wrocław – Oława – Brzeg | 1986 – 2000             | - Uchwała nr 192 Rady Ministrów z dnia 2 grudnia 1985 r. w sprawie zaliczenia dróg do kategorii dróg krajowych (M.P. z 1986 r. nr 3, poz. 16) - Polska: mapa samochodowa 1:700 000, wyd. 1, Szczecin: Wydawnictwo Kartograficzne KOMPAS, 1996–1997, ISBN 83-904373-2-5. Brak numerów stron w książce | |
| 4     | E40   | Brzeg – Opole – Strzelce Opolskie | 1986 – 2000             | - Uchwała nr 192 Rady Ministrów z dnia 2 grudnia 1985 r. w sprawie zaliczenia dróg do kategorii dróg krajowych (M.P. z 1986 r. nr 3, poz. 16) - Polska: mapa samochodowa 1:700 000, wyd. 1, Szczecin: Wydawnictwo Kartograficzne KOMPAS, 1996–1997, ISBN 83-904373-2-5. Brak numerów stron w książce | |
| 903   | 903   | Strzelce Opolskie – Toszek – Pyskowice – Bytom                                                                                           | 1986 – 2000             | - Uchwała nr 192 Rady Ministrów z dnia 2 grudnia 1985 r. w sprawie zaliczenia dróg do kategorii dróg krajowych (M.P. z 1986 r. nr 3, poz. 16) - Polska: mapa samochodowa 1:700 000, wyd. 1, Szczecin: Wydawnictwo Kartograficzne KOMPAS, 1996–1997, ISBN 83-904373-2-5. Brak numerów stron w książce | |
| 4     | E40   | Bytom – Czeladź – Dąbrowa Górnicza – Olkusz – Kraków                                                                                     | 1986 – 2000             | - Uchwała nr 192 Rady Ministrów z dnia 2 grudnia 1985 r. w sprawie zaliczenia dróg do kategorii dróg krajowych (M.P. z 1986 r. nr 3, poz. 16) - Polska: mapa samochodowa 1:700 000, wyd. 1, Szczecin: Wydawnictwo Kartograficzne KOMPAS, 1996–1997, ISBN 83-904373-2-5. Brak numerów stron w książce | |
| 4     | E40   | Kraków – Bochnia – Wojnicz – Tarnów – Pilzno – Dębica – Rzeszów – Łańcut – Przeworsk – Jarosław – Radymno                                | 1986 – 2016             | - Uchwała nr 192 Rady Ministrów z dnia 2 grudnia 1985 r. w sprawie zaliczenia dróg do kategorii dróg krajowych (M.P. z 1986 r. nr 3, poz. 16) - Polska: mapa samochodowa 1:700 000, wyd. 1, Szczecin: Wydawnictwo Kartograficzne KOMPAS, 1996–1997, ISBN 83-904373-2-5. Brak numerów stron w książce - Polska 2016: mapa samochodowa 1:700 000, wyd. XXVII, Dom Wydawniczy PWN, 2016, ISBN 978-83-7705-942-5. Brak numerów stron w książce - Zarządzenie nr 6 Generalnego Dyrektora Dróg Publicznych z dnia 9 maja 2000 r. w sprawie nowych numerów dróg krajowych, Rzeczpospolita, 4 lipca 2000. Brak numerów stron w książce | wraz z oddawaniem do ruchu odcinków autostrady A4 dokonywano zmiany numeracji drogi                                                                                              |
| 871   | 871   | Radymno – Młyny – granica państwa | 1986 – 2000             | - Uchwała nr 192 Rady Ministrów z dnia 2 grudnia 1985 r. w sprawie zaliczenia dróg do kategorii dróg krajowych (M.P. z 1986 r. nr 3, poz. 16) - Polska: mapa samochodowa 1:700 000, wyd. 1, Szczecin: Wydawnictwo Kartograficzne KOMPAS, 1996–1997, ISBN 83-904373-2-5. Brak numerów stron w książce | |
| 4     | 4     | Radymno – Korczowa – granica państwa | 2000 – 2013             | Zarządzenie nr 6 Generalnego Dyrektora Dróg Publicznych z dnia 9 maja 2000 r. w sprawie nowych numerów dróg krajowych, Rzeczpospolita, 4 lipca 2000. Brak numerów stron w książce | |

## Ważniejsze miejscowości leżące na trasie 94
- Jędrzychowice (A4, DK30)
- Bolesławiec – obwodnica
- Krzywa (A4)
- Chojnów – obwodnica
- Legnica (S3) – planowana obwodnica[17][18]
- Prochowice (DK36) – obwodnica
- Środa Śląska – obwodnica
- Wrocław (A8, DK5) – obwodnica śródmiejska
- Siechnice
- Oława – planowana obwodnica[17][18], realizacja w latach 2026–2029[19]
- Brzeg (DK39) – obwodnica
- Skorogoszcz
- Opole (DK45, DK46) – obwodnica
- Walidrogi
- Nakło
- Izbicko
- Strzelce Opolskie (DK88)
- Toszek
- Pyskowice (DK40)
- Wieszowa (DK78)
- Zabrze
- Bytom (DK11, DK79, DK88)
- Piekary Śląskie
- Siemianowice Śląskie
- Czeladź
- Będzin (DK86) – obwodnica
- Sosnowiec (S86, DK86) – obwodnica
- Dąbrowa Górnicza (S1)
- Sławków – obwodnica
- Olkusz
- Modlniczka (S7, DK7, DK79)
- Kraków (A4)
- Wieliczka – obwodnica
- Bochnia – obwodnica
- Brzesko (DK75) – obwodnica
- Wojnicz – obwodnica
- Tarnów (DK73) – obwodnica
- Pilzno (DK73) – obwodnica
- Dębica – obwodnica
- Ropczyce – obwodnica
- Sędziszów Małopolski – obwodnica
- Świlcza (S19)
- Rzeszów (DK97)
- Łańcut – obwodnica
- Przeworsk
- Mirocin (A4)
- Jarosław (DK77) – obwodnica
- Radymno (dwa razy przecina terytorium miasta, za pierwszym razem wspólnie z DK77) – częściowo obwodnica
- Skołoszów (DK77)
- Korczowa (A4)